# 當代社會學 (期刊)
《當代社會學》（Current Sociology）是一份1952年起出版的英語社會學學術期刊，由國際社會學協會發行、SAGE Publications出版，現任主編是里約熱內盧聯邦大學社會學教授艾洛伊莎·馬欽（Eloísa Martin）。
根據《期刊引證報告》數據顯示，《當代社會學》2010年時的影響因子是0.624，在129份社會學期刊中排名第79。

## 外部連結
- 《當代社會學》在出版社官網的介紹 （页面存档备份，存于） （英文）